# Condylocarpon guyanense
Condylocarpon guyanense é uma espécie de planta da família Apocynaceae. É nativa do Brasil, Guiana Francesa e Guiana.   René Louiche Desfontaines,  o botânico que primeiro descreveu formalmente a espécie, deu-lhe o nome da Guiana, onde Joseph Martin  coletou o espécime que examinou.

## Descrição
A planta é uma trepadeira lenhosa com ramos cilíndricos, finos e castanho-avermelhados, que apresentam lenticelas. Ramos jovens podem ser cobertos por pelos macios. Suas folhas surgem em grupos de 3 por nó, são membranosas a ligeiramente coriáceas, elípticas a oblongas, medindo de 9–13 por 3–4,5 centímetros, e não possuem pelos. A base das folhas é pontiaguda, enquanto as pontas afinam formando uma estrutura estreita de 10 por 1,5–2,5 milímetros. Apresentam de 9 a 11 pares de nervuras secundárias que emanam da nervura central, sendo esta afundada na parte superior e elevada na inferior, com nervuras terciárias inferiores formando um padrão de rede distinto. Os pecíolos, medindo de 1,2 a 1,8 centímetros de comprimento, são sulcados e apresentam pelos macios, em densidade leve a moderada. As inflorescências são ramificadas, multifloradas e ocorrem tanto na junção entre folhas e caule quanto em posições terminais. Cobertas por pelos macios, apresentam ramos primários de 4 a 6 centímetros de comprimento, com brácteas pontiagudas de 1 milímetro e margens franjadas. Cada flor está em um pedicelo fino de 3 milímetros. Suas flores possuem 5 sépalas com lóbulos ovóides e margens densamente franjadas, cobertas por pelos macios. As pétalas, em número de 5, têm cor creme a laranja e se fundem na base para formar um tubo de 1,5 por 0,6–0,8 milímetros, que se contrai no topo e se expande em lóbulos de 1 por 0,5 milímetros. Os lóbulos apresentam apêndices em forma de tiras nas pontas, com marcas marrons em sua base. Os estames, em forma de lança, estão inseridos na metade do tubo das pétalas, enquanto os pistilos possuem ovários cônicos de 0,5 milímetros com 2 carpelos, cada um contendo 4-5 óvulos dispostos em duas fileiras. O estigma tem formato de orbe. Os frutos são lenhosos, marrom-avermelhados, sem pelos, e divididos em duas seções longas e finas, medindo 15–25 por 7 milímetros. Cada seção possui até 5 segmentos contendo uma semente, sendo marcados por linhas longitudinais e uma faixa sobre as áreas que contêm sementes.

### Biologia reprodutiva
O pólen de Condylocarpon guyanense é eliminado em tétrades permanentes.

### Distribuição e habitat
A planta é nativa do Brasil, com ocorrência confirmada no estado do Amapá, na região Norte. Ela está inserida no domínio fitogeográfico da Amazônia e pode ser encontrada em tipos de vegetação como a Floresta de Igapó e a Floresta de Várzea. Embora seja amplamente distribuída dentro da região amazônica, não é considerada endêmica do Brasil.